# Verlengsnoer

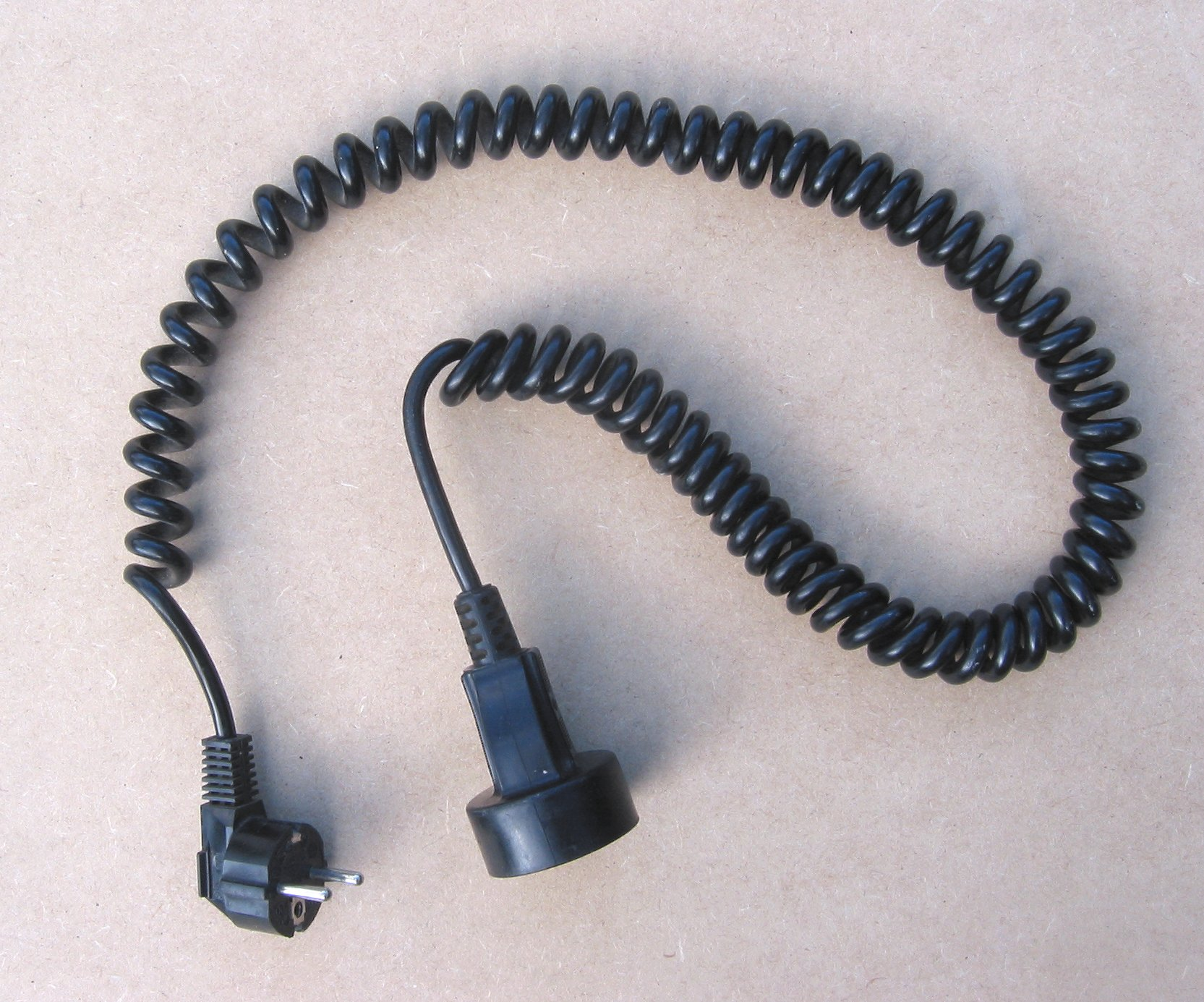
Gespiraliseerd en geaard verlengsnoer

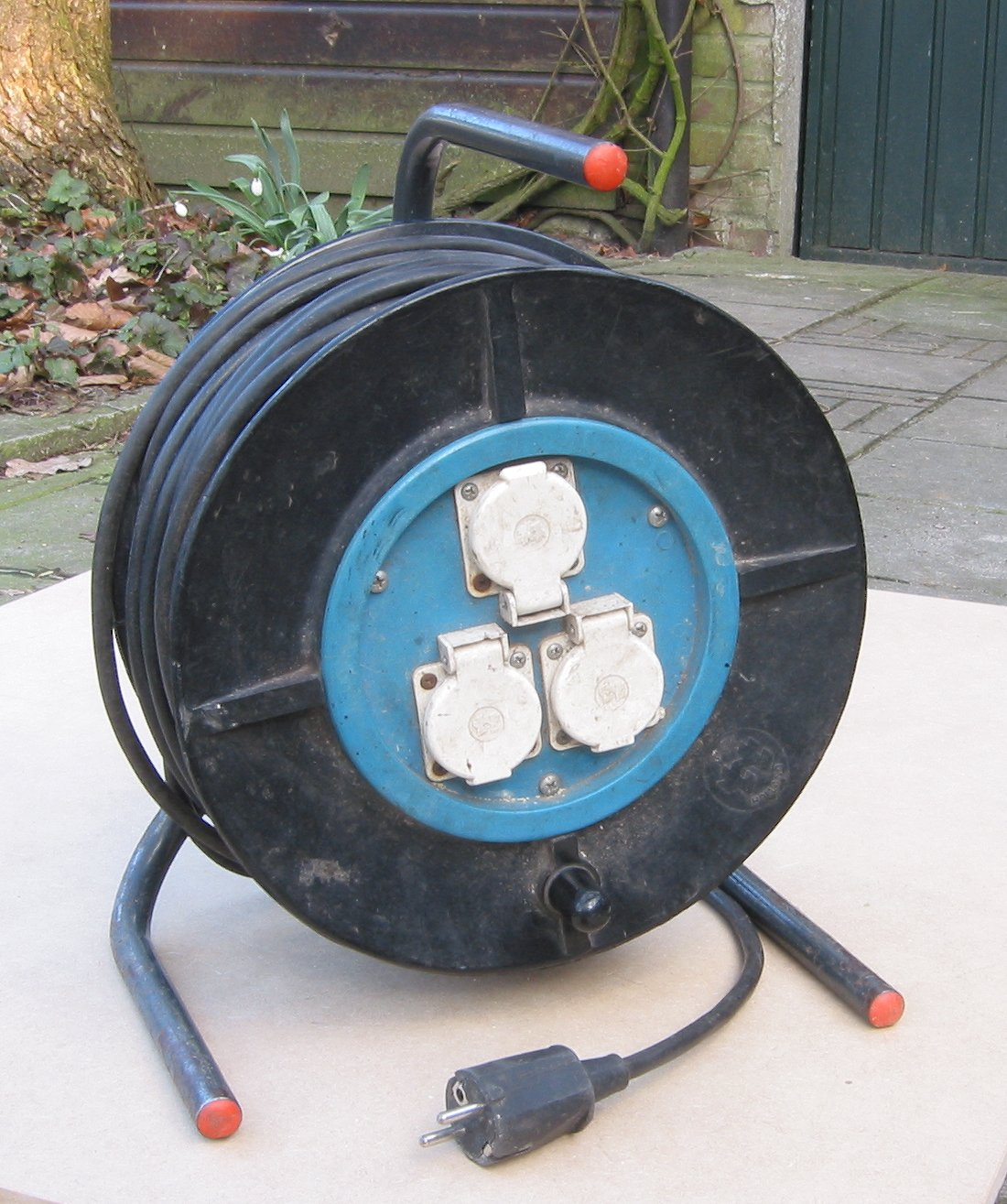
Haspel met geaard verlengsnoer

Een verlengsnoer is een elektriciteitssnoer met connectoren A en B dat een verbinding tussen onderling koppelbare connectoren C en D kan verlengen door C te koppelen met A en B met D. Meestal zit C en/of D aan het uiteinde van een snoer, dat door gebruik van het verlengsnoer als het ware verlengd wordt. Kenmerkend (hoewel verder niet nuttig) is dat A in principe koppelbaar is met B. Koppelbaarheid van twee connectoren betekent meestal dat het ene mannelijk en het andere vrouwelijk is, waarbij ze verder van hetzelfde type zijn. Soms heeft een verlengsnoer echter minder aders dan het snoer dat verlengd wordt, hetgeen de functionaliteit beperkt, bijvoorbeeld bij netvoeding een snoer zonder aardingsader (hetgeen gevaarlijk kan zijn) of een USB-verlengkabel voor alleen voeding, geen data-overdracht. Ook kan een verlengsnoer meer aders hebben dan het snoer dat verlengd wordt, de extra aders worden dan niet gebruikt.
Een verlengsnoer bestaat uit koperdraden met een rubberen, neopreen of vinyl ommanteling. Elke ader van een verlengsnoer bestaat, anders dan bij installatiedraad, uit een aantal dunne koperdraadjes, waardoor het snoer soepel is en makkelijk buigt.
Er zijn verlengsnoeren voor netvoeding, voor hoofdtelefoons, voor telefoontoestellen en veel andere toepassingen. Een voorbeeld is ook een coaxantennekabel waarmee radio- en televisietoestel op een antennedoos wordt aangesloten.
Wanneer een verlengsnoer langer is dan circa drie meter zit het veelal op een haspel. Zit het niet op een haspel, dan kan het snoer recht of gespiraliseerd zijn.
Haspels voor verlengsnoeren zijn handig wanneer men ver uit de buurt van een wandcontactdoos moet werken of als een groep van de elektriciteit is uitgeschakeld. Hoewel er tegenwoordig veel boormachines zijn die op een accu werken, zijn voor veel klussen toch zwaardere machines nodig. Juist dan is het handig om met haspels te werken.
De contactdozen van kabelhaspels die voor buitenshuis bestemd zijn, zijn meestal spatwatervrij. Vinyl is bij lage temperaturen hard en is alleen geschikt voor gebruik binnenshuis.

## Toegestane stroomsterkte
Een ader heeft een bepaalde dikte, wat vooral belangrijk is als het verlengsnoer gebruikt wordt om vermogens te transporteren. Hoe dikker de ader des te zwaarder kan deze belast worden zonder overmatig warm te worden. Voor normale elektrische voeding wordt meestal een ader met een doorsnede van 1 tot 1,5 mm² toegepast en voor zware belasting een aderdikte van 2,5 tot 4 mm². Bij een doorsnede van 1,00 mm² is de maximale stroom 10 ampère en bij een doorsnede van 1,50 mm² 16 ampère.
Is de kabel gedeeltelijk opgerold, dan is de maximale belasting minder, aangezien het snoer niet goed kan afkoelen.
Op sommige haspels staat dan ook de maximumbelasting in ingerolde en in afgerolde toestand vermeld. Er zijn kabelhaspels met een thermische beveiliging tegen oververhitting.

## Verlengsnoer voor netvoeding
Een verlengsnoer voor netvoeding heeft meestal twee aders voor de aan- en afvoer van de elektrische stroom. Een derde ader zorgt voor de aarding en is nodig wanneer het verlengsnoer onder vochtige omstandigheden gebruikt wordt of wanneer het er op aan te sluiten apparaat niet dubbel geïsoleerd is.
Ook zijn er verlengsnoeren voor krachtstroom. Deze bestaan uit vijf aders (3 x fase, 1 x nul, 1 x aarde) en zijn 2,5 tot zelfs 240 mm² dik.
Een verlengsnoer kan een zekering hebben tegen overbelasting. Bij gebruik voor computers zijn er verlengsnoeren met overspanningsbeveiliging.
Een stekkerblok is een verlengsnoer met aan een uiteinde meerdere stopcontacten, vaak drie of meer.

## Varianten
De snoeren waarmee apparatuur (computers, audio- en videoapparatuur) met elkaar wordt verbonden, zijn meestal geen verlengsnoeren: ze hebben haast altijd twee mannelijke contactstoppen.
Voor sommige toepassingen (scart, modulaire connectoren zoals RJ11 en RJ45) zijn er zelfs geen verlengsnoeren verkrijgbaar en kan een snoer alleen verlengd worden met een koppelblokje dat twee vrouwelijke aansluitingen heeft.